# Fusilados de Soca
Los Fusilados de Soca es el nombre con el cual se conoce al asesinato de cinco integrantes del Movimiento de Liberación Nacional-Tupamaros llevado a cabo por las Fuerzas Conjuntas de Uruguay. Los tupamaros fueron secuestrados en Buenos Aires, el 8 de noviembre de 1974, trasladados en forma clandestina a Uruguay en el marco de la operativa represiva del Plan Cóndor y fueron fusilados el 20 de diciembre de ese año en la localidad de Soca, ubicada a 50 kilómetros de Montevideo, en el departamento de Canelones. El hijo de una de las parejas, secuestrado en este operativo, fue apropiado y entregado a una familia de policías en Argentina.

## Historia

### Secuestro
En la década de 1970 se estableció un plan de coordinación entre las dictaduras de derecha del Cono Sur de América, con apoyo de Estados Unidos, conocido como Plan Cóndor, surgido a raíz del crecimiento de movimientos marxista  armados organizados a nivel continental  mediante lo que se conocería como la JCR  que buscaban hacerse con el poder  mediante la vía revolucionaria en los países que operaba —inspirados por el modelo cubano y con apoyo de Cuba y la Unión Soviética—, fue un acuerdo de cooperación entre las dictaduras de derecha del Cono Sur, con apoyo de Estados Unidos, orientado a sofocar estos grupos violentos marxistas. Este plan buscaba limitar la expansión de la influencia comunista en América del Sur durante la Guerra Fría. Esta coordinación implicó, oficial y directamente, el seguimiento, vigilancia, detención, interrogatorios con tortura, traslados entre países, y desaparición o asesinato de personas consideradas como «subversivas y terroristas,  contrarias a su política o ideología».
Dentro de este marco, se secuestró en Buenos Aires el 8 de noviembre de 1974 (gobierno de María Estela Martínez de Perón) , a los militantes uruguayos del Movimiento de Liberación Nacional-Tupamaros (MLN-T), Graciela Estefanell Guidali, Héctor Brum Cornelius y su esposa María de los Ángeles Corbo Aguirregaray (embarazada de seis meses y medio), Floreal García Larrosa con su esposa Mirtha Yolanda Hernández. Julio Abreu, quien estaba participando de un cumpleaños junto a dichas personas, también es detenido. El hijo pequeño de Floreal García y Mirtha Yolanda Hernández, Amaral García, de tres años de edad, fue secuestrado junto a sus padres y posteriormente apropiado por una pareja de funcionarios de la Secretaría de Inteligencia argentina, quienes lo inscribieron con otro nombre. Fue recuperado en 1985.

### Vuelo cero
El único sobreviviente adulto de los asesinatos, Julio Abreu, narró 30 años después de haber sido dejado en libertad que luego del secuestro fueron trasladados a tres lugares distintos, donde pasaron varios días, para luego ser drogados y llevados a Uruguay en un vuelo clandestino, denominado actualmente como «Vuelo cero». Este nombre se le dio debido a que sucedió con anterioridad a los traslados clandestinos de lo que se conoce como «Primer vuelo», por el cual trasladaron a los 24 secuestrados el 5 de octubre de 1976 del MLN-T y el PVP, que fueron encarcelados en distintos centros clandestinos de detención y torturas de Montevideo, como la Casona de Punta Gorda y el Servicio de Información de Defensa (SID).

### Asesinatos
Luego de llegar a Uruguay, permanecen secuestrados en la Casona de Punta Gorda donde los tupamaros son sometidos a continuas torturas hasta el día en que los trasladan a las inmediaciones de la ciudad de Soca, ubicada en el Departamento de Canelones, donde fueron ajusticiados el 20 de diciembre de 1974 en un campo cercano a la ruta 70 (llamado «Camino de los fusilados» desde el año 2013). Cuatro días más tarde, Julio Abreu fue liberado en la localidad balnearia de Neptunia, donde vivía su madrina, bajo amenaza de asesinarlo si revelaba el incidente.

### Trámite judicial
El 28 de noviembre de 2023, 49 años después de este crimen, un juzgado penal dictaminó el procesamiento con prisión domiciliaria de José Ricardo Arab bajo la imputación prima facie de cinco delitos de homicidio muy especialmente agravados, dos delitos de privación de libertad, uno de ellos en reiteración real con un delito de abuso de autoridad contra los detenidos, un delito de supresión y suposición de estado civil, todos ellos en reiteración real, en calidad de coautor. Este exmilitar ya había sido condenado por otros crímenes de lesa humanidad.

## Víctimas
- Graciela Estefanell Guidali: Nacida en Paysandú el 7 de abril de 1940, ingresó como estudiante a la Facultad de Agronomía. Participó de la organización estudiantil Centro Único de Estudiantes Sanduceros y de la Asociación de Estudiantes de Agronomía. También integró un colectivo llamado «Cultura y Trabajo» y organizó actividades de propaganda de izquierda y a favor de la revolución cubana. El 18 de febrero de 1971 fue encarcelada debido a su participación en el MLN-Tupamaros en robos, secuestros y asesinatos, tipificándosele el delito de encubrimiento. El 2 de julio de ese año es detenida nuevamente en el marco de la aplicación de las Medidas Prontas de Seguridad e internada en la ex Escuela Naval. En diciembre de 1971 viaja a Santiago de Chile y posteriormente a Córdoba y Buenos Aires. El 8 de noviembre de 1974 fue detenida en su domicilio, en el barrio Once de Buenos Aires, luego de un tiroteo por el cual intenta asesinar su perseguidor[9]

- Héctor Brum Cornelius: Nacido en Artigas el 3 de enero de 1946, era estudiante de Arquitectura e integrante del Movimiento de Liberación Nacional-Tupamaros. Fue secuestrado el 8 de noviembre de 1974 en Argentina junto a su esposa María de los Ángeles Corbo, que estaba embarazada, a Mirta Yolanda Hernández y a su hijo Amaral García de tres años de edad. Permanece detenido en un lugar desconocido, mencionado como el «garaje», y posteriormente es trasladado a Uruguay, al centro clandestino de detención Casa de Punta Gorda o 300 Carlos R o Infierno Chico. Tenía 28 años al ser fusilado.[10]

- María de los Angeles Corbo Aguirregaray: Nacida en Artigas el 7 de junio de 1948, era estudiante de Medicina. Detenida junto a su esposo en las circunstancias arriba citadas, sufrió las mismas condiciones de reclusión y traslado clandestino. El día de su fusilamiento tenía 26 años y estaba embarazada de 6 meses y medio.[11]

- Floreal García Larrosa: Nacido en Montevideo el 24 de mayo de 1943, era obrero textil y militante del Movimiento de Liberación Nacional-Tupamaros. Secuestrado en la calle y en el mismo operativo que detiene a los arriba citados, así como su esposa Mirtha Yolanda Hernández y su hijo Amaral García de tres años de edad, sufrió las mismas condiciones de reclusión y traslado clandestino. El día de su fusilamiento tenía 31 años.[12]

- Mirtha Yolanda Hernández: Nacida en Uruguay y militante del Movimiento de Liberación Nacional-Tupamaros. Detenida el 8 de noviembre de 1974 en Argentina en el operativo citado previamente, sufrió las mismas condiciones de reclusión y traslado clandestino. El día de su fusilamiento tenía 29 años.[13]

## Memorial
Por iniciativa de la Comisión por la Memoria de los Fusilados de Soca, la asociación de ex presos políticos Crysol erigió el primer memorial en el lugar, en diciembre de 2008. En ese momento consistía en un gran mural acompañado por una placa.
El 19 de diciembre de 2009, al cumplirse 35 años del ajusticiamiento, se agregó un monolito por parte de la Junta Departamental de Canelones.
El 15 de diciembre de 2018 se inauguró el nuevo memorial remodelado, integrado con una plataforma de cemento que culmina en cinco estructuras verticales que llevan grabados los nombres de los fusilados. También se agregaron luces que iluminan cada una de las estructuras desde el piso y bancos donde se puede tomar asiento para contemplar el mural.

## Imágenes del memorial

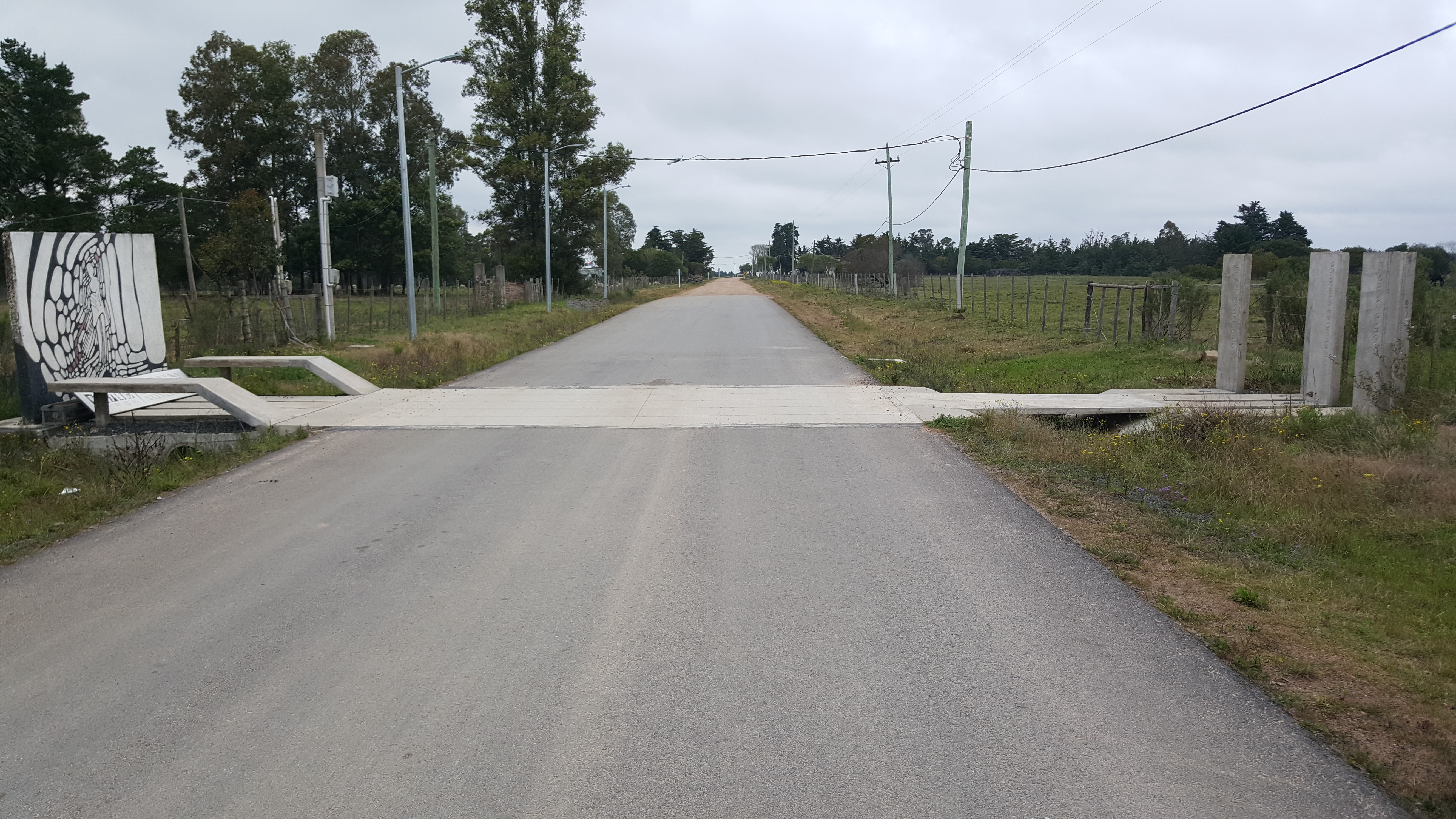
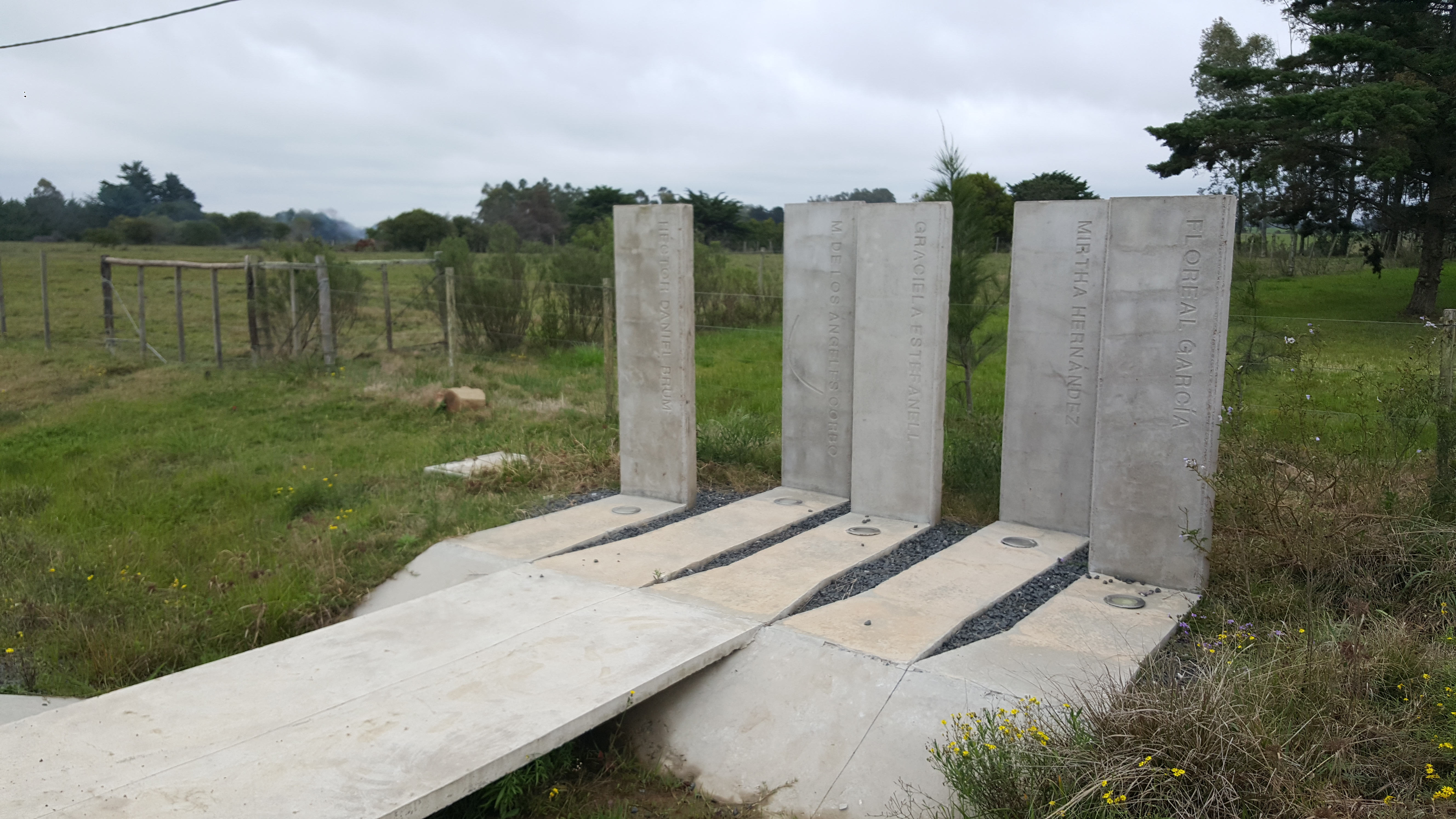
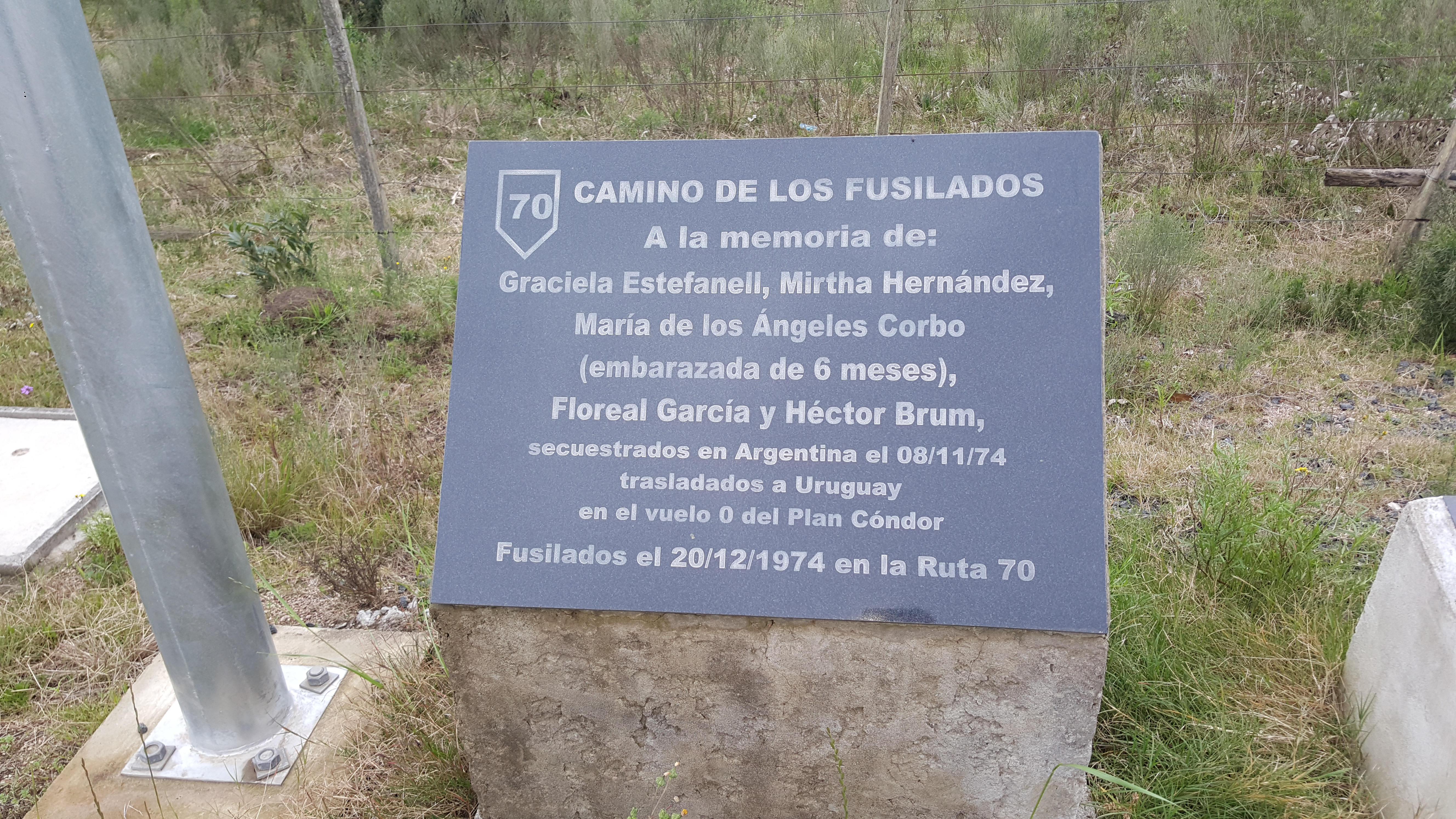
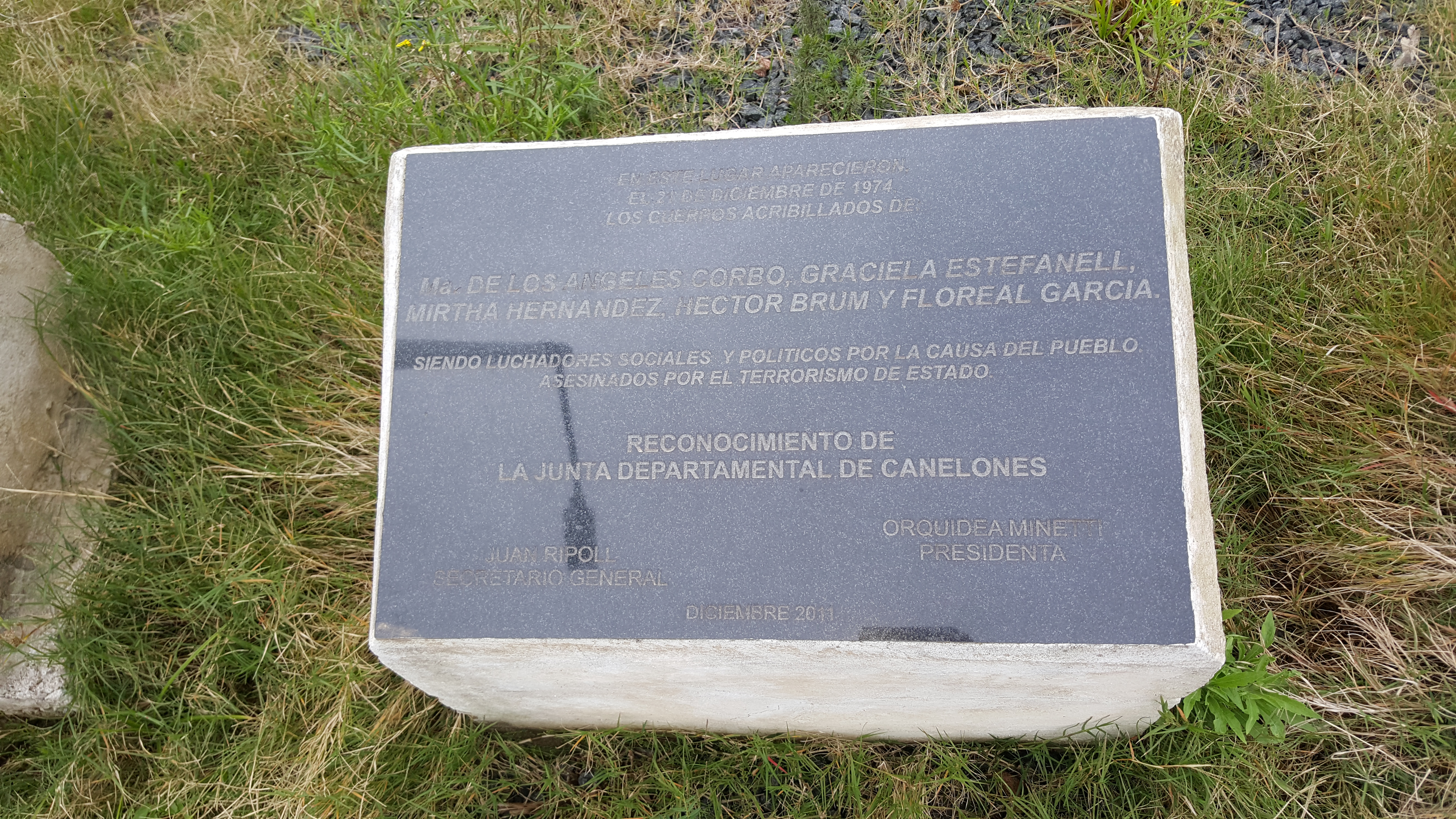
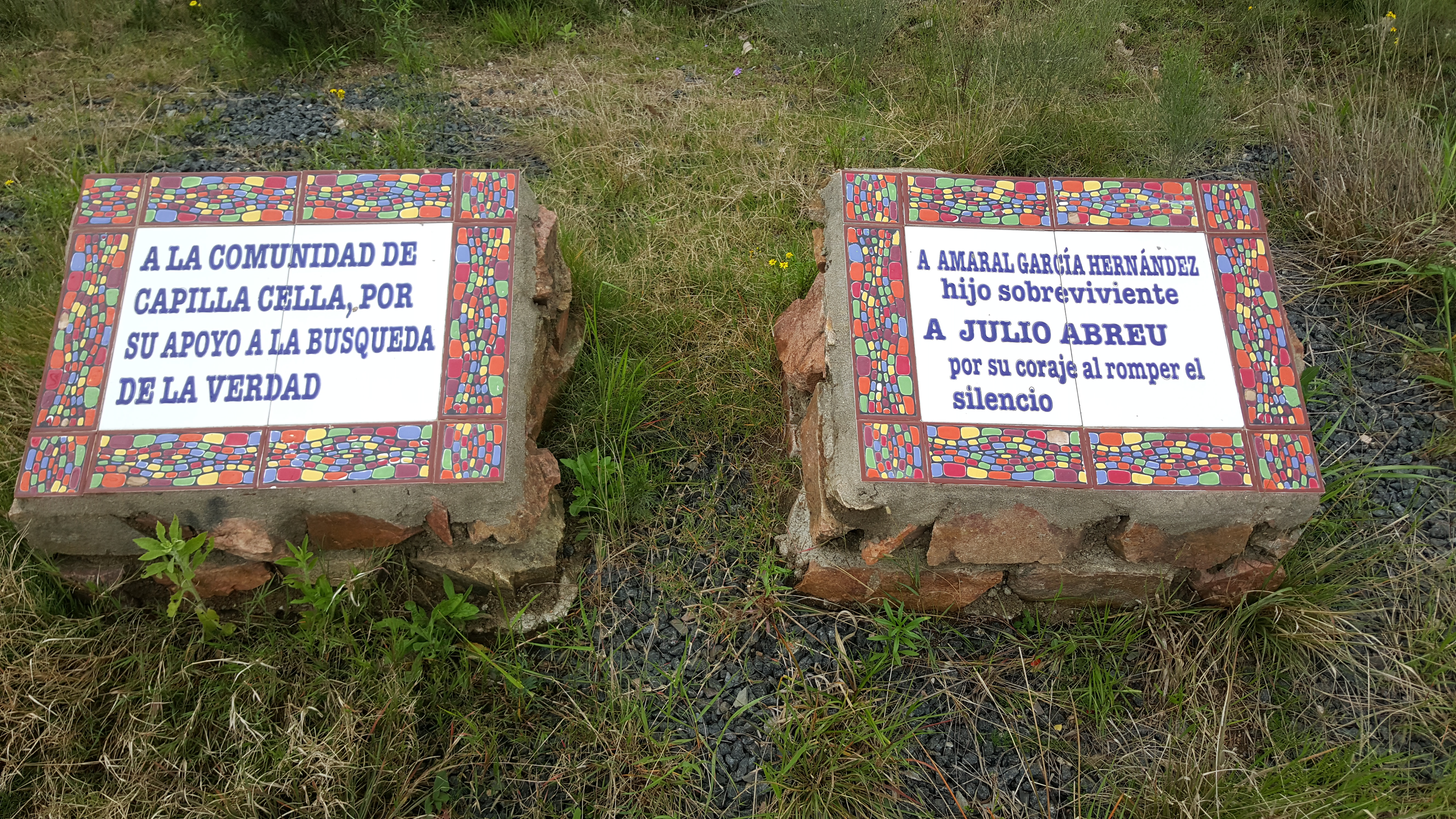
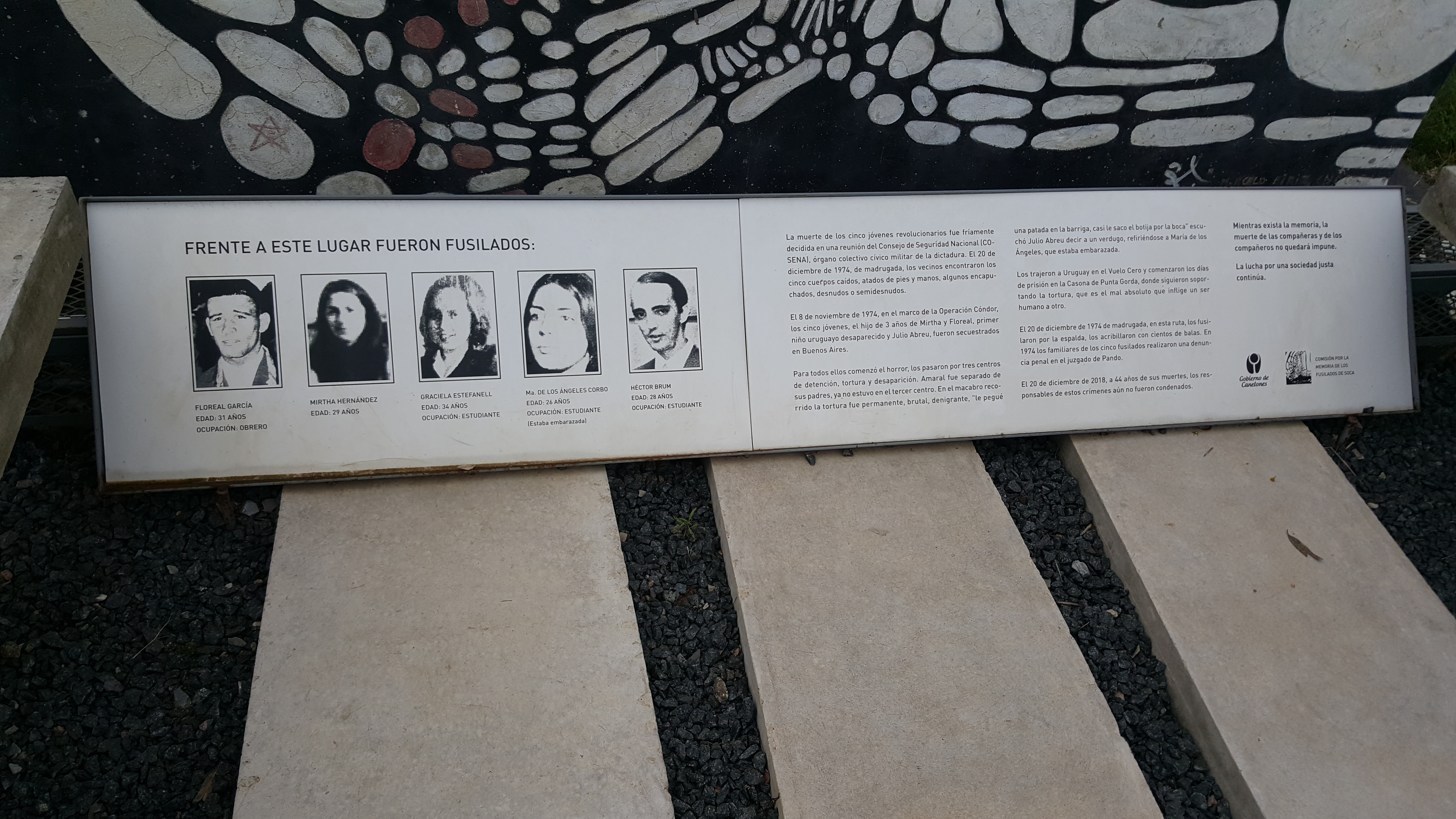
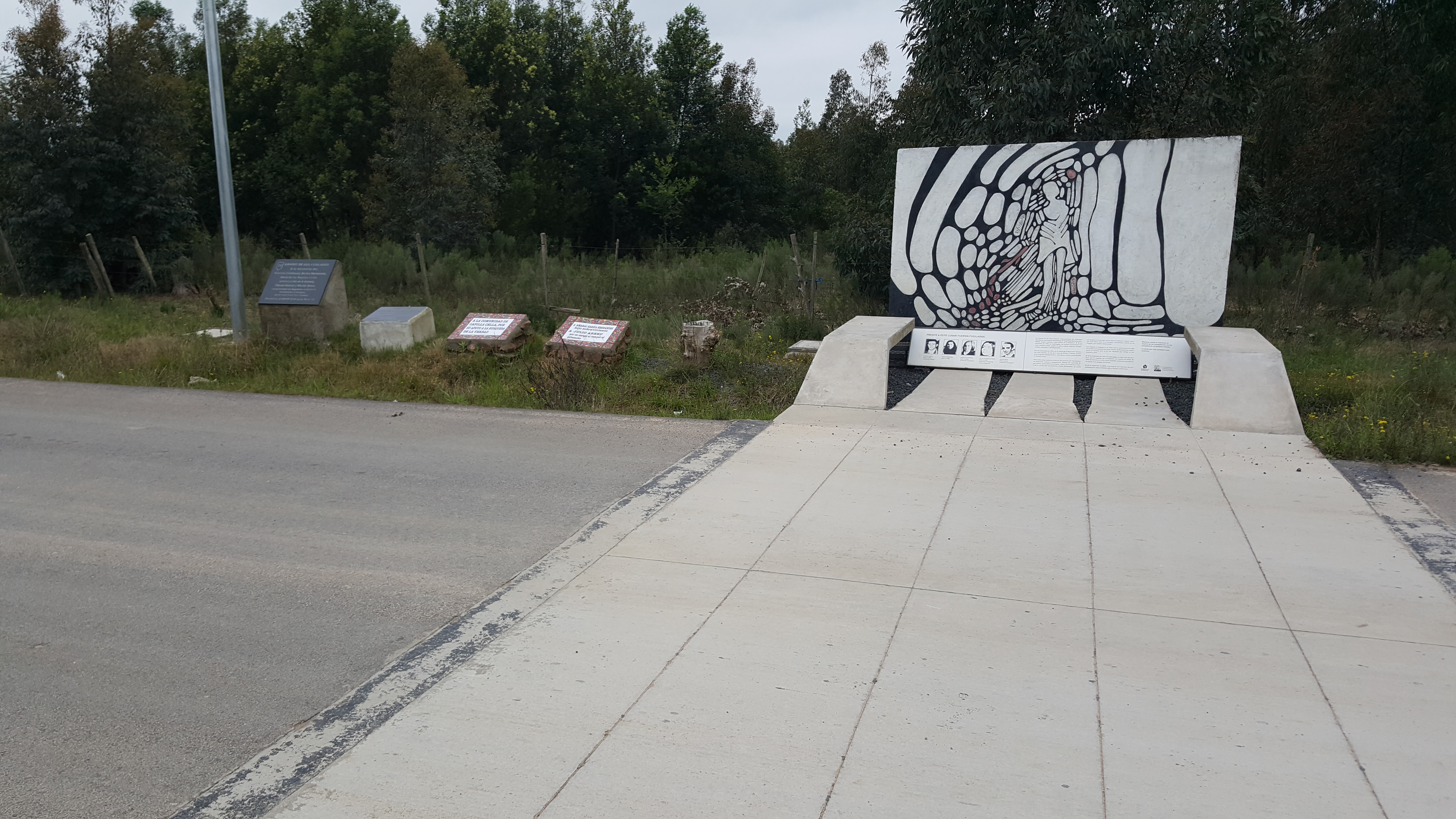